# Best Prom Ever
Best Prom Ever är det tjugonde avsnittet av första säsongen av TV-serien How I Met Your Mother. Det hade premiär på CBS den 1 maj 2006.

## Sammandrag
Lily och Robin går på en studentbal för att lyssna på ett band som Marshall valt ut till deras bröllop. 

## Handling
Marshall och Lily lyckas boka huset "Van Smoot" för sitt bröllop. Den enda haken är att de nu ska gifta sig inom två månader. Lily blir väldigt stressad och blir besatt av att alla detaljer ska fungera. 
Marshall hittar ett band som skulle kunna spela på bröllopet, men Lily vill inte boka dem förrän hon har hört dem spela "deras låt" ("Good Feeling" av Violent Femmes). Hon bestämmer sig för att smyga in på en studentbal tillsammans med Robin och Barney för att höra bandet spela. Robin är uppspelt, eftersom hon aldrig fick gå på en studentbal när hon var yngre. För att komma in på balen erbjuder de sig att gå som dejter åt två nördiga pojkar. Barney försöker tänka ut ett annat sätt att ta sig in.
Ted och Marshall har under tiden planerat en grabbkväll men är hemma och packar bröllopsinbjudningar. Robin ringer Marshall och ber honom komma över med noterna till "Good Feeling". Lily tänker tillbaka på sin studentbal och allt hon planerade att göra i framtiden - men aldrig gjorde. Hon börjar få tvivel över att gifta sig, eftersom hon inte tycker att hon har uppnått tillräckligt många av sina mål i livet, som att bli konstnär. När hon berättar för Robin säger väninnan att hon kommer att gifta sig med sin bästa vän i hela världen och att hon kanske kan bli konstnär senare. 
När Ted och Marshall har smugit in på balen börjar Marshall bråka med Lilys nördiga dejt. Ted ger sig på honom för att bevisa att han alltid är beredd att hjälpa Marshall i ett slagsmål. Killarna körs ut, men Marshall och Ted smyger in igen. Marshall och Lily dansar och kommer överens om att bandet kan spela på bröllopet. Ted dansar med Robin, som nu vill försöka återställa deras vänskap.

## Popkulturella referenser
- Marshall säger att bandet The 88 är bröllopsbandens svar på det australiensiska barnbandet The Wiggles.
- Barney jämför Ted och Marshall med Thelma & Louise.
- Lily säger att hon var tillsammans med sin pojkvän i high school för att han såg ut som Kurt Cobain.
- När Barney är utklädd till sköldpadda säger Ted att "långsamt men stabilt vinner i längden", en referens till den klassiska fabeln om Haren och sköldpaddan.